# Fronesis
Fronesis, phronesis (stgr. φρόνησις) – w filozofii starożytnej mądrość praktyczna, rozsądek, roztropność.
W szerokim znaczeniu słowo to oznacza: poznanie, mądrość, wiedzę, i zbliżone jest do takich pojęć jak gnosis i episteme. W węższym znaczeniu jest pewną cnotą związaną praktycznym, celowym działaniem .

## Filozofia przedarystotelejska
Pojęcie występuje u Heraklita (fr. B 2 DK), Empedoklesa (fr. 110.10 DK) i Demokryta (fr. B 2 DK). Demokryt ujmował fronesis jako połączenie trzech zdolności: dobrego rozumowania (naradzania się), przemawiania oraz czynienia tego, co należy. 
U Platona (w wypowiedziach Sokratesa) fronesis (w tłumaczeniu Władysława Witwickiego tłumaczona jako roztropność) jest jedną z cnót (obok: mądrości, sprawiedliwości, umiaru i męstwa). Ze względu na Sokratejski intelektualizm etyczny główną rolę w dobrym postępowaniu pełni refleksja teoretyczna (wiedza o tym jak należy postępować), a praktyczne postępowanie jest jej naturalnym następstwem.

## Arystoteles
Istotne przeformułowanie pojęcia zostało dokonane przez Arystotelesa, który uczynił z niego naczelną cnotę etyki i polityki. Główna analiza pojęcia została przeprowadzona w Etyki nikomachejskiej. Istotne fragmenty jej poświęcone znajdują się też w Retoryce .
Fronesis jest cnotą myślenia i zaletą intelektualnej części duszy (cnota dianoetyczna). Definiowana jest jako "trwała dyspozycja do działania opartego na trafnym rozważaniu i tego, co dla człowieka jest dobre lub złe" . Dzięki niej człowiek dobiera właściwe środki do osiągnięcia celów. Jako że ostatecznym celem życia jest szczęście, jest ona cnotą niezbędną dla jego osiągnięcia. Jako cnota wyższa, jest w pełni dostępna tylko ludziom . 
Fronesis jest cnotą naczelną dla etyki i polityki, dwóch dyscyplin praktycznych, sterowanych namysłem teoretycznym. W przeciwieństwie do wcześniejszych ujęć (np. Platona) dyscypliny te nie są więc u niego podporządkowane czysto intelektualnemu namysłowi. 

## Dalszy rozwój pojęcia
Arystotelejska koncepcja fronesis nie znalazła kontynuacji w późniejszej filozofii starożytnej. W epoce hellenistycznej etyka skupiła się w większym stopniu na jednostce, a filozofowie (również perypatetycy, porzucili szerszą refleksję polityczną. Epikur w Liście do Menojkeusa ujmuje fronesis jako rzecz wyższą niż sama filozofia, jednak w wymiarze indywidualnego i apolitycznego poszukiwania szczęścia. Również stoicy sprowadzali ją do zdolności dokonywania indywidualnych decyzji etycznych. 
Na łacinę fronesis tłumaczona była jako prudentia. Do filozofii rzymskiej wprowadził ją Cyceron, odnosząc ją jednak przede wszystkim do retoryki (analizy w De oratore, De officiis, De inventione i De re publica. 
Prudentia stała się chrześcijańską cnotą roztropności. W ten też sposób była analizowana w filozofii scholastycznej, np. w komentarzu Tomasza z Akwinu do VI księgi Etyki nikomachejskiej czy w jego Sumie teologicznej (kwestie 47-56). Jej rola była znacznie niższa niż u Arystotelesa. 
Zainteresowanie fronesis wróciło w filozofii XX w. Obok szczegółowych analiz historycznych, pojawiły się prace dokonujące interpretacji adaptacyjnej pojęcia (Hans-Georg Gadamer, Otfried Höffe, Enrico Berti). W ujęciach tych koncepcja fronesis ma być podstawą rozwinięcia konkurencyjnego wobec scjentyzmu i filozofii analitycznej stanowiska, integrującego cechy intelektualne z działaniem praktycznym (etyką i polityką).